# آریکو دی‌اچ. ۵
آریکو دی‌اچ. ۵ (به انگلیسی: Airco_DH.5) یک هواگرد از نوع هواپیمای جنگنده ساخت شرکت Aircraft Manufacturing Company (Airco) است. هواگرد آریکو دی‌اچ. ۵ نخستین پروازش را در اوت ۱۹۱۶ میلادی انجام داد. این هواگرد در سال مه ۱۹۱۷ میلادی رسماً معرفی گردید. در مجموع، تعداد ۵۵۲ فروند از این هواگرد ساخته شده‌است.
طراح این هواگرد، جفری د هویلند بود.